# Mugatageri, Virajpet
Mugatageri là một làng thuộc tehsil Virajpet, huyện Kodagu, bang Karnataka, Ấn Độ.